# Liste der Bürgermeister von Ljubljana
Die Bürgermeister der Stadt Ljubljana (Laibach) in Slowenien seit 1504

## Von 1911 bis heute
- Ivan Tavčar, 1911–1921
- Ljudevit Perič, 1921[3]
- Dinko Puc, 1928[4]
- Juro Adlešič, 1935[5]
- Vladimir Ravnihar, 1935[6]
- Leon Rupnik, 1942–1945[7]
- Fran Albreht, 1945
- Pavel Lunaček, 1945[8]
- Matija Maležič, 1948–1951[9]
- Jaka Avšič, 1951–1953[10]
- Heli Modic, 1953–1954[11]
- Marijan Dermastja, 1954[12]
- Marjan Jenko, 1960–1961[13]
- Marjan Tepina, 1961[14]
- Miha Košak, 1967–1973[15]
- Tone Kovič, 1973–1978[16]
- Marjan Rožič, 1978–1982[17]
- Tina Tomlje, 1982–1986[18]
- Nuša Kerševan, 1986–1990[19][20]
- Jože Strgar, 1990–1994[21]
- Dimitrij Rupel, 1995–1997[22]
- Viktorija Potočnik, 1997–2002[23]
- Danica Simšič, 2002–2006[24]
- Zoran Janković, seit 2006[25]

## Von 1812 bis 1910
- Anton Franz Xaver Paul Codelli, 1812–1813[26][27][28]
- Josef Kokail, 1814[29]
- Johann Nepomuk Rosmann, 1815–1819[30]
- Johann Nepomuk Hradeczky, 1820–1846[31][32]
- Johann Fischer, 1847-März 1848[33]
- Mathias Burger, 1851–1860[34]
- Mihael Ambrož, 1861–1864[35]
- Etbin Henrik Costa, 1864[36]
- Josef Suppan, 1869–1871[37]
- Karl Deschmann, 1871–1873
- Anton Laschan von Moorland, 1874–1882[38]
- Peter Grasselli, 1882–1896[39]
- Ivan Hribar, 1896–1910[40]

## Von 1702 bis 1811
- Gabriel Eder, 1702–1709[41]
- Johann Christian Pucher von Puchenthal, 1710–1711[42]
- Anton Janetschitsch, 1712–1715[43]
- Jakob Herendler, 1716–1719, 1723–1725[44]
- Florian von Graffhaiden, 1720–1722, 1729–1731[45]
- Mathias Christian, 1726–1728, 1737–1740[46]
- Anton Raab, 1738–1739[47]
- Georg Ambrosius Kappus, 1742–1750[48]
- Matthäus Franz Beer, 1751–1763[49]
- Franz Gamba, 1764–1766[50]
- Johann Michael Kuck, 1766–1768[51]
- Mathias Bartalloti, 1770–1771[52]
- Johann Georg Pilgram, 1772–1773[53]
- Johann Nepomuk Mikolitsch, 1774[54]
- Anton Franz Wagner, 1775–1781[55]
- Johann Friedrich Egger, 1782–1785[56]
- Johann Pototschnig, 1786–1787[57]
- Peter Pfister, 1788–1795[58]
- Anton Podobnig, 1796–1798[59]
- Josef Kokail, 1797–1811[60]

## Von 1600 bis 1701
- Josef Tschauller, 1600, 1604[61]
- Andrian Sallitinger, 1601[62]
- Andreas Krön, 1602–1603[63]
- Michael Preiß, 1605–1606, 1621[64]
- Hans Vodapivitz, 1607[65]
- Hans Sonze, 1608–1609, 1612–1613[66]
- Johann Gidinelli, 1610–1611[67]
- Johann Bernardini, 1614–1615, 1622[68]
- Adam Eppich, 1616–1618, 1620[69]
- Adam Weiß, 1619[70]
- Johann Verbetz, 1623, 1625–1628[71]
- Georg Viditsch, 1624, 1630[72]
- Horatius Carminelli, 1629[73]
- Andreas Stropel, 1631–1633[74]
- Christof Otto, 1634–1637, 1641–1643[75]
- Gregor Kunstl, 1638–1639[76]
- Marx Wiz, 1640, 1644–1646[77]
- Franz Ciriani, 1647[78]
- Ludwig Schönleben, 1648–1649, 1652–1654[79]
- Georg Wertatsch, 1650, 1655–1656[80]
- Hans Reringer, 1657–1662, 1666–1669[81]
- Johann Maria Piskon, 1663–1665, 1670–1671[82]
- Johann Baptist Dolnitscher von Thalberg, 1672–1675, 1679–1681, 1692[83]
- Johann Bartholomäus Bosio, 1676–1678, 1682–1687[84]
- Gabriel Eder, 1688–1691, 1693–1696[85]
- Mathias de Georgio, 1697–1698[86]
- Johann Grafenhueber, 1699–1701[87]

## Von 1504 bis 1599
- Hans Lantheri, 1504[88]
- Gregor Lagner (Ladner), 1505
- Leonhart Praunsperger, 1506
- Jakob Stettenfelder, 1507–1508
- Hans Lindauer, 1509–1510
- Wolf Meditsch, 1511–1512
- Matthäus Frang (Prang), 1513
- Georg Tazel, 1514–1515
- Anton Lantheri, 1516–1517, 1523–1524[89]
- Hans Standinath, 1518–1519, 1521[90]
- Wolfgang Posch, 1520, 1522[91]
- Georg Gering, 1525[92]
- Pangratz Lustthaler, 1526–1527[93]
- Primus Huebman, 1528
- Peter Reicher, 1529
- Christoph Stern, 1530
- Wilhelm Praunsperger, 1531–1532, 1535, 1538[94]
- Veit Khisl, 1533–1534, 1537, 1540–1543, 1545–1546[95]
- Hans Weilhammer, 1536, 1539[96]
- Wolfgang Gebhardt, 1544, 1547[97]
- Hans Dorn, 1548–1551[98]
- Georg Tiffrer, 1552–1554, 1556–1558[99]
- Michael Frankovitsch, 1555[100]
- Blasius Samerl, 1559–1562, 1564, 1569–1570, 1575–1576[101]
- Marx Pregl, 1563[102]
- Leonhard Krön, 1565–1566, 1577–1578, 1581[103]
- Michael Vodapivitz, 1567–1568[104]
- Hans Phanner, 1571–1573, 1579–1580[105]
- Caspar Hochstetter, 1574[106]
- Marx Stettner, 1582–1583, 1591[107]
- Wolf Gärtner, 1584–1587[108]
- Jakob de Curtoni, 1588–1590[109]
- Andreas Falck, 1592[110]
- Venturin Thrauison, 1593–1594[111]
- Michael Rosen, 1595–1597[112]
- Anton Feuchtinger, 1598[113]
- Andreas Krön, 1599[114]